# Starý Jičín
Starý Jičín település Csehországban, Nový Jičín-i járásban. Starý Jičín Polom, Nový Jičín, Jeseník nad Odrou, Bernartice nad Odrou, Hustopeče nad Bečvou és Lešná településekkel határos. Lakosainak száma 2994 fő (2024. január 1.).

## Népesség
A település lakosságának változását az alábbi diagram mutatja:
| Lakosok száma | 2879 | 3083 | 3260 | 2769 | 2529 | 2409 | 2835 | 2870 | 2875 | 2994 |
|               | 1869 | 1890 | 1921 | 1950 | 1980 | 2001 | 2017 | 2019 | 2022 | 2024 |